# Bliškovo
Bliškovo (en serbe cyrillique : Блишково) est un village du nord-est du Monténégro, dans la municipalité de Bijelo Polje.

## Démographie

### Évolution historique de la population
| 1948 | 1953 | 1961 | 1971 | 1981 | 1991 | 2003 |
| ---- | ---- | ---- | ---- | ---- | ---- | ---- |
| 421  | 539  | 519  | 480  | 342  | 274  | 249  |